# Daniel Tagoe
Pour les articles homonymes, voir Tagoe.
Daniel Nii Armah Tagoe est un footballeur ghanéen devenu international kirghiz né le 3 mars 1986. Il évolue actuellement au poste de défenseur avec le Shan United Football Club.

## Biographie

### En club
Avec le club du Dordoi-Dynamo Naryn, il participe à plusieurs reprises à la Coupe de l'AFC.

### En équipe nationale
Il joue son premier match en équipe du Kirghizistan le 12 mai 2014, en amical contre l'Afghanistan (défaite 1-0).
Il participe ensuite aux éliminatoires de la Coupe d'Asie 2015 et aux éliminatoires du mondial 2018.
En janvier 2019, il est retenu par le sélectionneur Aleksandr Krestinine afin de participer à la phase finale de la Coupe d'Asie 2019 organisée aux Émirats arabes unis.

## Palmarès
- Finaliste de la Coupe du président de l'AFC en 2008, 2009 et 2010 avec le Dordoi-Dynamo Naryn
- Champion du Kirghizistan en 2008, 2009, 2011, 2012 et 2014 avec le Dordoi-Dynamo Naryn
- Vice-champion du Kirghizistan en 2010, 2013, 2015 et 2016 avec le Dordoi-Dynamo Naryn
- Vainqueur de la Coupe du Kirghizistan en 2008, 2010, 2012 et 2014 avec le Dordoi-Dynamo Naryn
- Finaliste de la Coupe du Kirghizistan en 2013 avec le Dordoi-Dynamo Naryn